# Оомото

Оомото-символ стилизованный цветок японской сливы Умэ

Оомото, или Оомото-кё  (яп. 大本教 о:мотокё:, эсп. Oomoto) — новое религиозное движение, возникшее в конце XIX века в Японии. Иногда его считают «реформированным синтоизмом», школой (сектой) религии синто, но по доктрине Оомото-кё, это вполне самостоятельная религия, с синто имеет схожесть только обрядовую и некоторые общие праздники (подобно как бахаи с исламом). Возникла религия Оомото в 1892 году. «Оомото-кё» с японского переводится как «учение великого начала».

## История

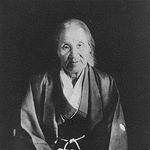
Дэгути Нао

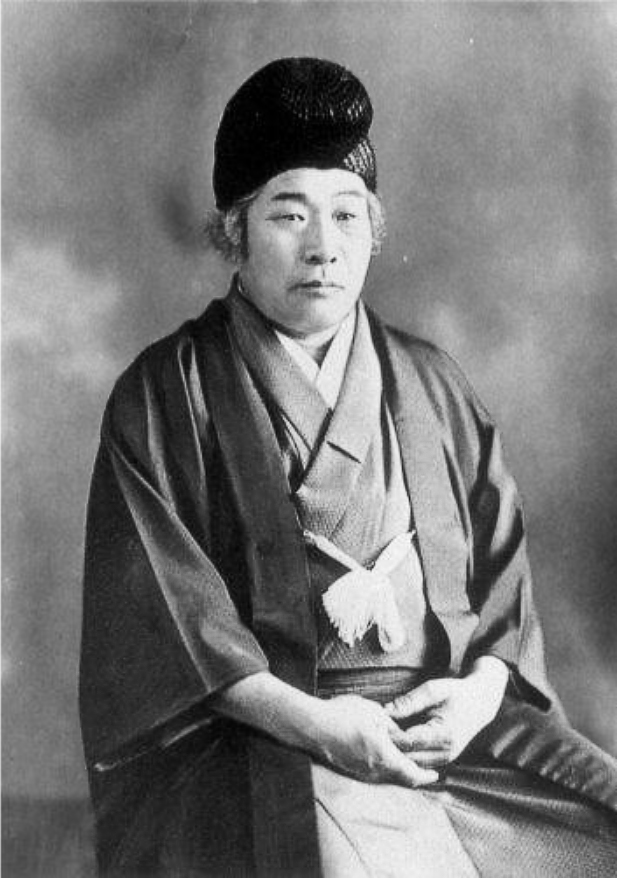
Онисабуро Дэгути

Создателей-пророков двое — мужчина и женщина, якобы независимо друг от друга получивших весть от высших сил. Неграмотная женщина Дэгути Нао (1836—1918) написала под их руководством святое писание Оомото — «о-фудэсаки» — алфавитом хирагана. Мужчина Кисабуро Уэда получил информацию свыше, что должен найти Нао для проведения в жизнь нового учения. Встретившись с Нао, он женился на её дочери и принял имя Онисабуро Дэгути (1871—1948).
Во время похода в Монголию в 1924 году в поисках не то Шамбалы, не то места для основания государства Майтрейи, Онисабуро Дэгути объявлял себя воплощением (потом якобы временным) будды Мироку (японское наименование будды Майтрейи). Он даже в поход отправился верхом на белой лошади, как предсказано в буддистской мифологии. Имеется икона с его изображением в образе будды Мироку. В то время в Монголии шла война, Япония оккупировала часть Китая и создала марионеточное государство Маньчжоу-го. Но путешественников вскоре арестовали, посчитав японскими шпионами, и даже успели приговорить к смерти. Только заступничество властей Японии вернуло им свободу и обратный путь в Японию.

## Описание религии
Оомото относят к генотеистическим религиям. Доктрина признает высшего единого Бога (его часто называют Уситора-но Кондзин, но есть множество других имен), ниже находятся боги Идзу и Мидзу (огонь и вода, инь и ян) — вместе они составляют «троицу». Ками рангом пониже можно сравнить с ангелами, архангелами, серафимами авраамических религий. Хранительницей веры считается проводница бога Идзу (мужской энергии), а мужчина первосвященник — проводник Мидзу (женской энергии). Предполагается, что это делает религию мягкой, ненасильственной, ненавязчивой. Действительно, в 1930-е и 1940-е годы в милитаристской Японии деятели Оомото выступали под пацифистскими лозунгами и подвергалась преследованиям, вплоть до арестов и разрушения храмов.
В Оомото-кё принята преемственность по женской линии. В своё время создательница Нао Дэгути усыновила Кисабуро Уэду, женив на своей дочери Сумико, после чего он принял фамилию Дэгути. С тех пор первосвященником Оомото-кё становится муж родственницы Нао Дэгути, а хранительницей веры — одна из дочерей.
C 2001 года во главе Оомото стоит пятая хранительница веры Курэнай Дэгути.
Главным праздником в Оомото-кё является Сэцубун. В Японии в храмах этой религии в Сэцубун монахи зачитывают тысячи листков хитогата с нарисованной стилизованной фигуркой человека, присланных им со всех концов мира. Эти листки позже будут брошены в воды рек и грехи заполнивших эти листки будут смыты водой («мидзу»). Благодаря постепенному распространению Оомото в мире, Сэцубун начинают отмечать и в других странах.
Среди адептов этой религии популярна практика вхождения в состояние одержимости духами или божествами — Тинкон кисин, которую изобрел Хонда Тикаацу. Сам Онисабуро в состоянии именно такой одержимости написал труд «Рэйкай моногатари» (яп. 霊界物語 Повествование о мире духов), который послужил одним из столпов доктрины секты.

## Современность

Первосвященник Оомото-кё Кётаро Дэгути (крайний слева) среди участников Всемирного Конгресса эсперанто в Тампере, Финляндия в 1995 году. Оомото активно использует и поддерживает эсперанто

Ныне Оомото ведет активную парламентёрскую деятельность по межрелигиозному диалогу. Главный слоган Оомото: «Один Бог, единый мир, общий язык общения». В связи с этим Оомото активно использует и развивает международный язык эсперанто.
Главный храм расположен в городе Аябэ, духовный центр — в городе Камэока. Кредо Оомото начертано на камне в храме в Камэоке на языке эсперанто: «Unu Dio, unu mondo, unu interlingvo» — «Единый Бог, единый мир, единый язык общения». Это можно передать ныне и так: «Монотеизм, глобализация, эсперанто». Создатель языка эсперанто Людвиг Заменгоф в Оомото считается ками.
В настоящее время Оомото получает распространение и вне Японии: в Бразилии (Сан-Паулу), на Филиппинах, в США, Беларуси (Минск), Того, Непале, Индия, Шри-Ланка, Нигерия и др. Если в Бразилии и на Филиппинах общины основаны выходцами из Японии, то в других странах общины Оомото-кё возникают благодаря языку эсперанто и через секции айкидо, в духовной основе которого лежат постулаты Оомото-кё.
Оомото-кё регулярно организует совместные богослужения представителей множества религий мира.

## О наименовании
Создатель Оомото-кё Онисабуро Дэгути собственноручно начертал наименование религии латиницей, ставшее общепринятым вариантом. По аналогии на русском и на монгольском языках (кириллица) самонаименование пишется с двумя о в начале, по-японски хираганой встречается написание おほもと, где ほ обозначает долготу звука о по правилам, использовавшимся до реформы японского языка после Второй мировой войны.